# Шарм-ель-Шейх (аеропорт)
Міжнародний аеропорт Шарм-еш-Шейх (араб. مطار شرم الشيخ الدولي Maṭār Sharm al-Shaykh al-Duwaliyy) (IATA: SSH, ICAO: HESH), раніше відомий як міжнародний аеропорт Офіра, — міжнародний аеропорт, розташований в єгипетському місті Шарм-еш-Шейх. Аеропорт, відкритий 14 травня 1968, спочатку був ізраїльською базою ВПС, а також обслуговував невелике поселення Офіра, перш ніж територія була повернена Єгипту згідно з Кемп-Девідськими угодами.
У 2008 році аеропорт обслужив 7,758,859 пасажирів (зростання 20,8% у порівнянні з 2007). Це другий по завантаженості аеропорт в Єгипті після Каїрського міжнародного аеропорту.
Є хабом для:
- Air Cairo

## Термінали

### Термінал 2
Хоча будівля відома як "Термінал 2", вона є первісним терміналом аеропорту. Будівля зазнала повну модернізацію в 2004 році і збільшила пасажирську пропускну здатність до 2,5 млн пасажирів на рік. Оскільки відкрився термінал 1 в 2007 році, більшість авіакомпаній перевели операції у нову будівлю, за винятком як Air Cairo і Livingston Airlines.

### Термінал 1
23 травня 2007, другий термінал аеропорту був відкритий з пасажирською пропускною здатністю 5 мільйонів пасажирів на рік. Дворівневий термінал має площу 43000 м², 40 стійок для реєстрації пасажирів і призначений для обслуговування великої кількості міжнародних і чартерних рейсів. 

## Авіакомпанії і напрямки, березень 2021

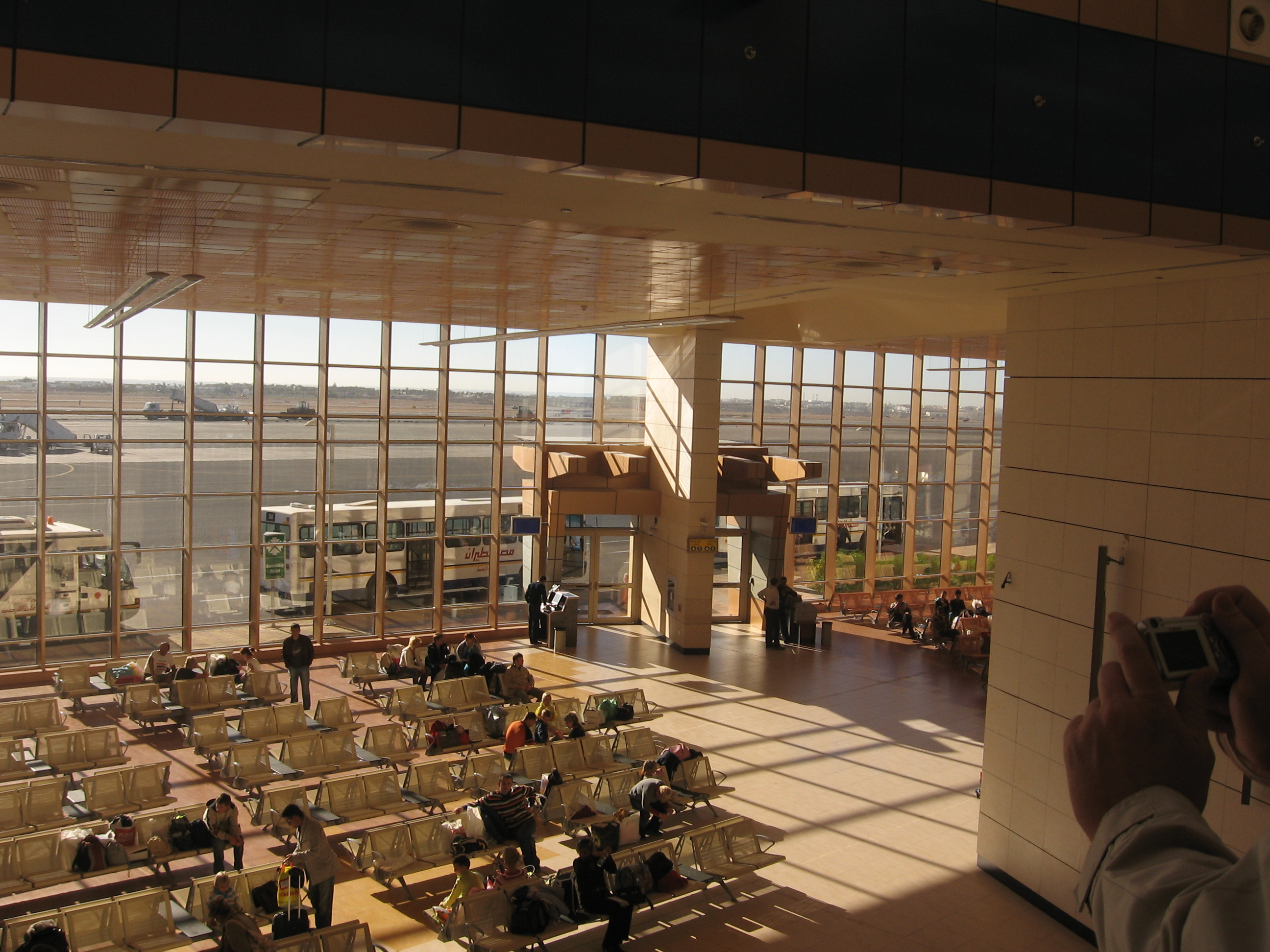
Зал вильоту аеропорту Шарм-ель-Шейх

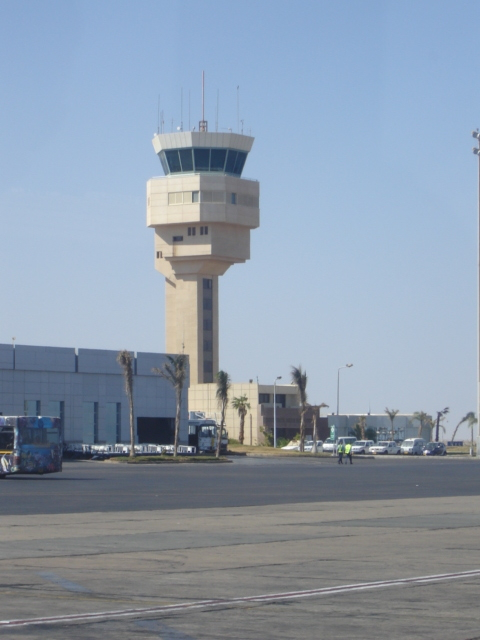
Диспетчерський пункт аеропорту Шарм-ель-Шейх

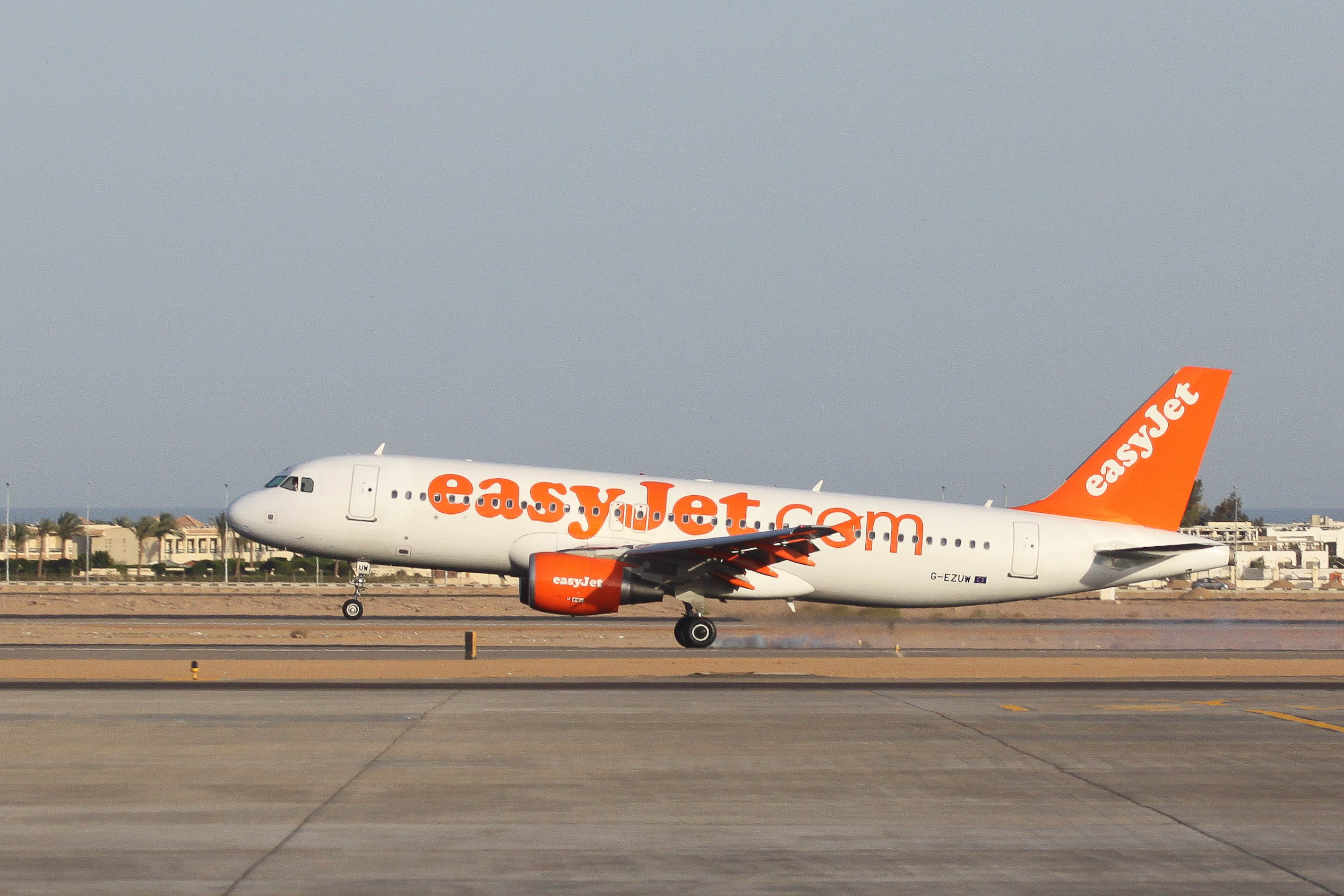
easyJet Airbus A320-200 здійснює посадку в аеропорту Шарм-ель-Шейх

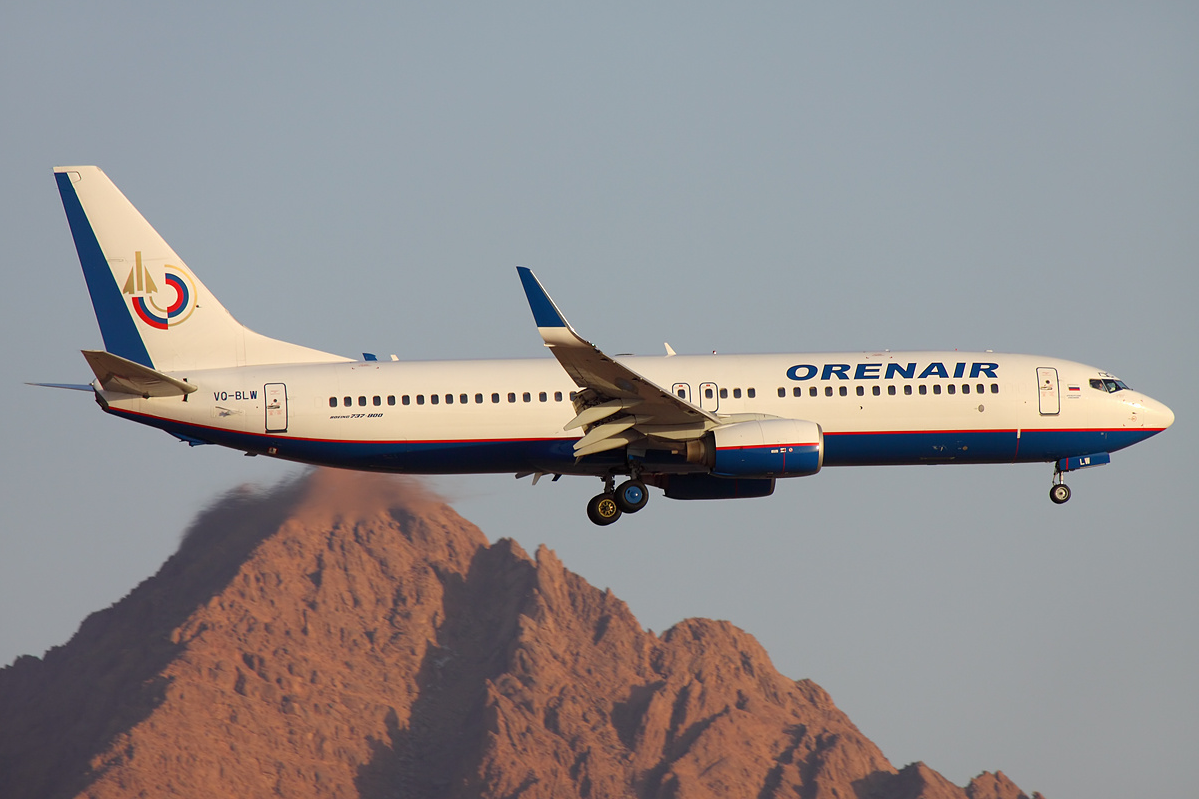
Orenair Boeing 737-800 здійснює посадку в аеропорту Шарм-ель-Шейх

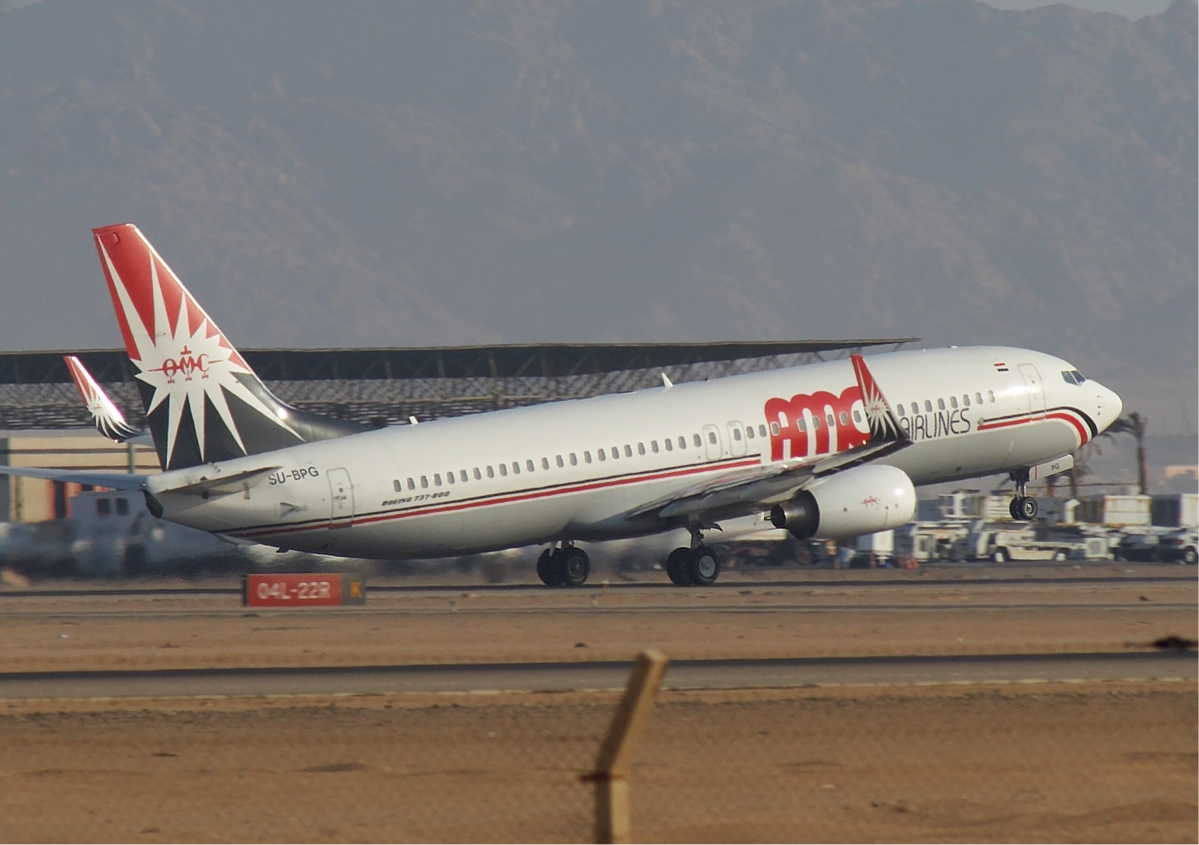
AMC Airlines Boeing 737-800 злітає в аеропорту Шарм-ель-Шейх

| Авіакомпанія                   | Пункт призначення |
| ------------------------------ | --- |
| Air Astana                     | Алмати, Нур-Султан |
| Air Bucharest                  | Сезонний чартер: Бухарест |
| Air Cairo                      | Барі, Мілан-Мальпенса, Неаполь, Рим-Ф'юмічіно, Ташкент, Єреван Сезонний: Біллунн, Копенгаген |
| Air Moldova                    | Сезонний чартер: Кишинів |
| Air Serbia                     | Сезонний чартер: Белград |
| airBaltic                      | Сезонний чартер: Рига |
| AlbaStar                       | Сезонний: Бергамо, Мілан-Мальпенса, Верона |
| AlMasria Universal Airlines    | Сезонний: Каїр Сезонний чартер: Барі, Болонья, Катанія, Мілан-Мальпенса, Неаполь, Тирана, Єреван |
| Avia Traffic Company           | Сезонний: Бішкек |
| Azerbaijan Airlines            | Сезонний: Баку |
| Azur Air Ukraine               | Сезонний: Київ-Бориспіль, Львів Сезонний чартер: Харків, Одеса, Запоріжжя |
| Belavia                        | Сезонний чартер: Брест, Гомель, Гродно, Мінськ, Могильов, Вітебськ |
| BH Air                         | Сезонний чартер: Софія |
| Chair Airlines                 | Цюрих |
| Corendon Airlines              | Кельн/Бонн, Ганновер Сезонний: Нюрнберг Сезонний чартер: Біллунн, Копенгаген, Лейпциг/Галле |
| DAT                            | Чартер: Біллунн, Копенгаген |
| easyJet                        | Лондон–Гатвік, Манчестер, Мілан–Мальпенса Сезонний: Лондон–Лутон (з 3 липня 2021), Венеція (з 31 жовтня 2021) |
| Edelweiss Air                  | Сезонний: Цюрих |
| EgyptAir                       | Александрія–Борг-ель-Араб, Каїр, Хургада, Лондон-Гатвік Сезонний: Джидда, Кувейт, Луксор, Медина Сезонний чартер: Сібіу (з 3 квітня 2021)                                                                                      |
| Enter Air                      | Чартер: Катовиці, Варшава-Шопен |
| Flynas                         | Джидда, Ер-Ріяд |
| FlyOne                         | Сезонний чартер: Кишинів |
| GetJet Airlines                | Чартер: Вільнюс |
| HiSky                          | Сезонний чартер: Клуж |
| Holiday Europe                 | Сезонний чартер: Рига, Софія, Таллінн, Вільнюс |
| Jazeera Airways                | Кувейт |
| Kuwait Airways                 | Сезонний: Кувейт |
| Neos                           | Болонья, Мілан–Мальпенса, Рим-Ф'юмічіно, Верона Сезонний: Мілан-Бергамо |
| Nile Air                       | Каїр Сезонний чартер: Багдад, Ташкент |
| Pegasus Airlines               | Стамбул–Сабіха Гекчен |
| Saudia                         | Джидда, Ріяд |
| SkyUp                          | Чартер: Харків, Київ-Бориспіль, Львів, Одеса, Запоріжжя Сезонний чартер: Херсон, Миколаїв |
| Smartlynx Airlines             | Сезонний чартер: Таллінн |
| Smartwings                     | Сезонний чартер: Братислава, Брно, Острава, Прага |
| Somon Air                      | Сезонний чартер: Душанбе |
| Sunday Airlines                | Чартер: Алмати, Нур-Султан Сезонний чартер: Актау, Актобе, Караганда, Кустанай, Уральськ, Усть-Каменогорськ, Шимкент, Тараз |
| TUI Airways                    | Бірмінгем, Лондон–Гатвік, Манчестер Сезонний: Бристоль (з 3 листопада 2021), Кардіфф (з 1 листопада 2021), Донкастер/Шеффілд (з 3 листопада 2021), Східний Мідландс (з 1 листопада 2021), Лондон–Станстед (з 7 листопада 2021) |
| TUI fly Belgium                | Брюссель, Остенде-Брюгге |
| TUI fly Netherlands            | Сезонний: Ейндговен |
| Turkish Airlines               | Стамбул |
| Ukraine International Airlines | Чартер: Київ-Бориспіль, Львів, Одеса Сезонний чартер: Харків, Запоріжжя |
| Wind Rose Aviation             | Чартер: Дніпро, Київ-Бориспіль Сезонний чартер: Харків, Львів, Одеса |
| Wizz Air                       | Сезонний: Кардіфф (з 2 листопада 2021) |

## Статистика
Див. джерело запитів Вікіданих та джерела.